# Помпония Грецина
Помпония Грецина (лат. Pomponia Grecina ; ум. 83 н. э.) — знатная римская матрона из династии Юлиев-Клавдиев, жена Авла Плавтия, возглавлявшего кампанию завоевания Британии. Помпония Грецина вошла в историю как личность, решившаяся публично оплакивать смерть родственницы, убитой императорской семьей. Есть предположение, что она была христианкой.

## Происхождение
Точных сведений о происхождении Помпонии нет. Вероятно, её отец Гай Помпоний Грецин был консулом-суффектом в 16 году после Рождества Христова и покровителем поэта Овидия, а мать была дочерью Випсании Агриппины от её второго брака с Гаем Асинием Галлом, внучкой Агриппы и правнучкой Тита Помпония Аттика, и, таким образом, Помпония Грецина была связана с императорской семьей Юлиев-Клавдиев.
Среди других известных предков со стороны её матери историк и сенатор Гай Азий Поллион, бывший консул в 40 году до Рождества Христова.

## Биография
Помпония вышла замуж за сенатора и генерала Авла Плавтия (ум. до 65 г. Р. Х.). Младший Авл Плавтий, вероятно, сын Помпонии, был убит императором Нероном.
Тацит описывает жизнь Помпонии как долгую и печальную.
В 43 году после Рождества Христова родственница Помпонии Юлия, дочь её дяди Друза Юлия Цезаря, по приказу императора Клавдия была казнена по просьбе императрицы Валерии Мессалины. Последующие сорок лет Помпония провела в открытом трауре, бросая тем самым вызов императорской семье. Избежать наказания за это ей прежде всего удалось благодаря собственному знатному происхождения и безупречной военной репутации её мужа.

Историк Тацит,  описывая события первых четырех лет правления императора Нерона 54-58 гг упоминает, что  Помпония была подвергнута суду по тяжкому обвинению в приверженности чужеземному суеверию и была оправдана:
32 (3)Суд над обвиняемой в приверженности к чужеземному суеверию знатною женщиной Помпонией Грециной, женою того самого Авла Плавтия, который, как я сообщал, отпраздновал малый триумф над британцами, было предоставлено свершить мужу;
(4) проведя по старинному обычаю в присутствии родственников разбирательство этого дела, грозившего его супруге лишением жизни и доброго имени, он признал ее невиновною. Долгой была жизнь этой Помпонии, и прожила она ее в непрерывной скорби,
(5) ибо после умерщвления по проискам Мессалины дочери Друза Юлии Помпония сорок лет не носила других одежд, кроме траурных, и душа ее не знала другого чувства, кроме печали. При владычестве Клавдия это прошло для нее безнаказанно, а впоследствии обернулось славою.
Это событие произошло в 57 году нашей эры. Помпония была обвинена в исповедовании «superstitionis externae rea» (пер. внешней предрассудки). Поскольку термин «Surstitio» использовался со времен Нерона для обозначения христианства, некоторые приходят к выводу, что Помпония была христианкой. Если это действительно так, она является первой христианкой из знатного рода, чье имя нам известно. Поскольку женщины в Древнем Риме находились под юрисдикцией своего pater familia, дело было передано её мужу, и Авл Плавтий оправдал её.
Помпония Грецина скончалась в 83 году нашей эры.
Надписи в катакомбах святого Каллиста в Риме свидетельствуют о том, что более поздние члены семьи Помпонии действительно были христианами. Археолог Баттиста де Росси противоречиво отождествляет её со святой Люциной и предполагает, что Люцина была именем при крещении Помпонии. Римско-католическая церковь чествует Святую Люцину 30 июня.

## В художественных произведениях
- Помпония Грецина и её муж Авл Плавтий — приемные родители христианки Лигии, героини исторического романа Генрика Сенкевича 1895 года «Quo Vadis».
- Помпония — героиня романа Саймона Скарроу «Завоевание орла» (англ. The Eagle's Conquest).
- Поэма Джованни Пасколи «Помпония Грецина»[8] принесла автору золотую медаль на Certamen Hoeufftianum в 1910 году.
- Помпония также появляется в сериале Дэвида Вишарта «Семейные обязательства».